# Сосна-У

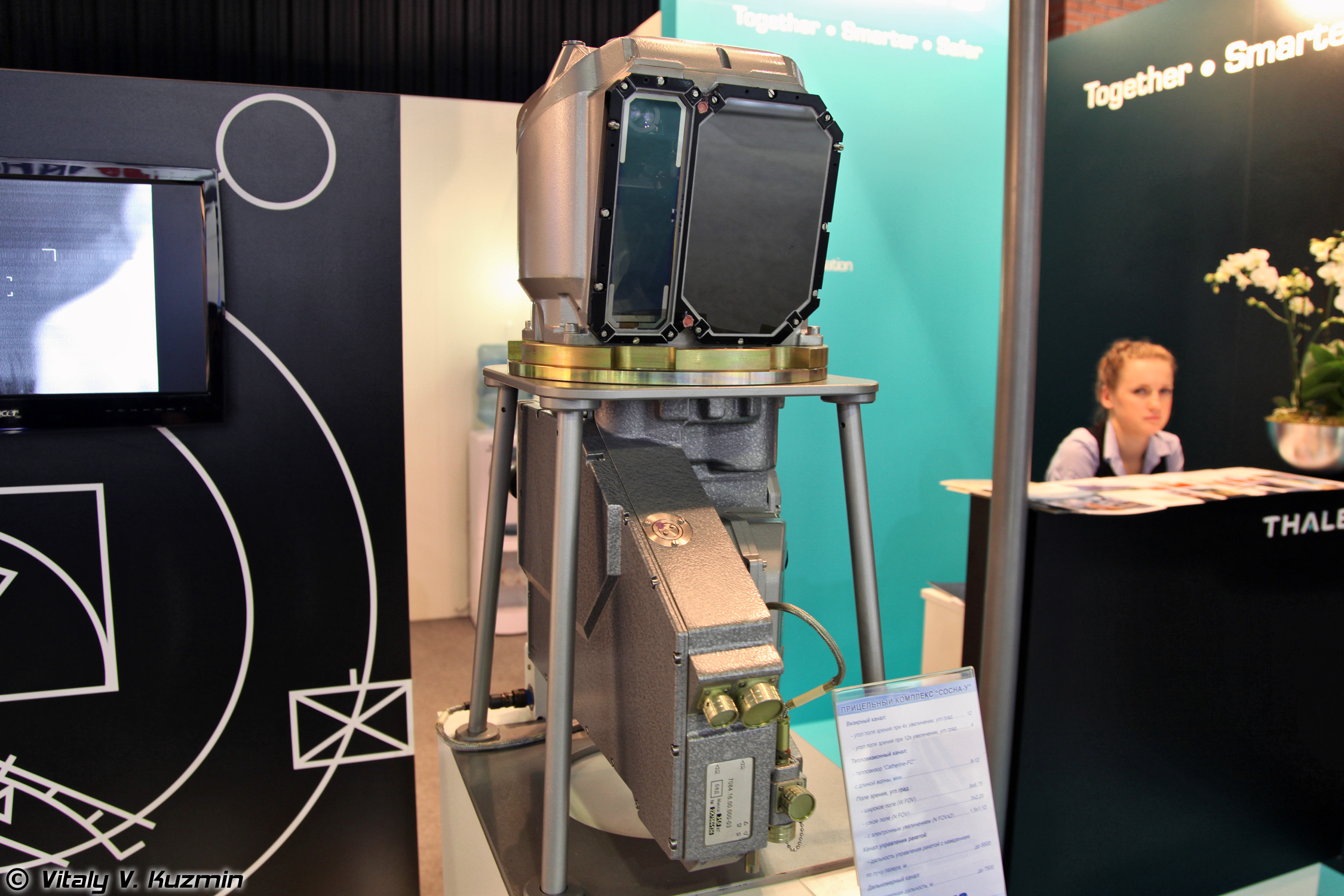
Приціл Сосна-У

«Сосна-У» (рос. Сосна-У) — білорусько-російський танковий приціл навідника, що використовується на танках Т-72Б3, Т-80БВМ і Т-90М. Він був розроблений в Білорусі на ВАТ «Пеленг», а потім вироблявся в Росії на ВАТ «ВОМЗ». Має денний приціл, тепловізійний приціл і лазерний далекомір. Приціл містить вбудований балістичний обчислювач, який враховує температуру навколишнього середовища, температуру боєприпасів і поточний тиск повітря для розрахунку траєкторії вибраного типу боєприпасів.
Основною складовою «Сосни-У» є тепловізор Catherine-FC виробництва французької компанії Thales. Оскільки Росія прагнула зменшити свою залежність від іноземних компаній, була створена повністю місцева альтернатива, ПНМ-Т.

## Компоненти
Приціл «Сосна-У» має наступні складові:
- Основний прицільний блок
- Блок стабілізації
- Панель управління
- Балістичний комп'ютер з матрицею датчиків (температура, тиск повітря)
- Термічна панель керування
- ВСУ-12 — тепловий дисплей
- Різні запчастини та кабелі[7]

## Застосування
- Т-72Б2[2]
- Т-72Б3[2]
- Т-80БВМ[2]
- Т-90МС[1]
- 2С25М[2]